# Grandes régions de Russie

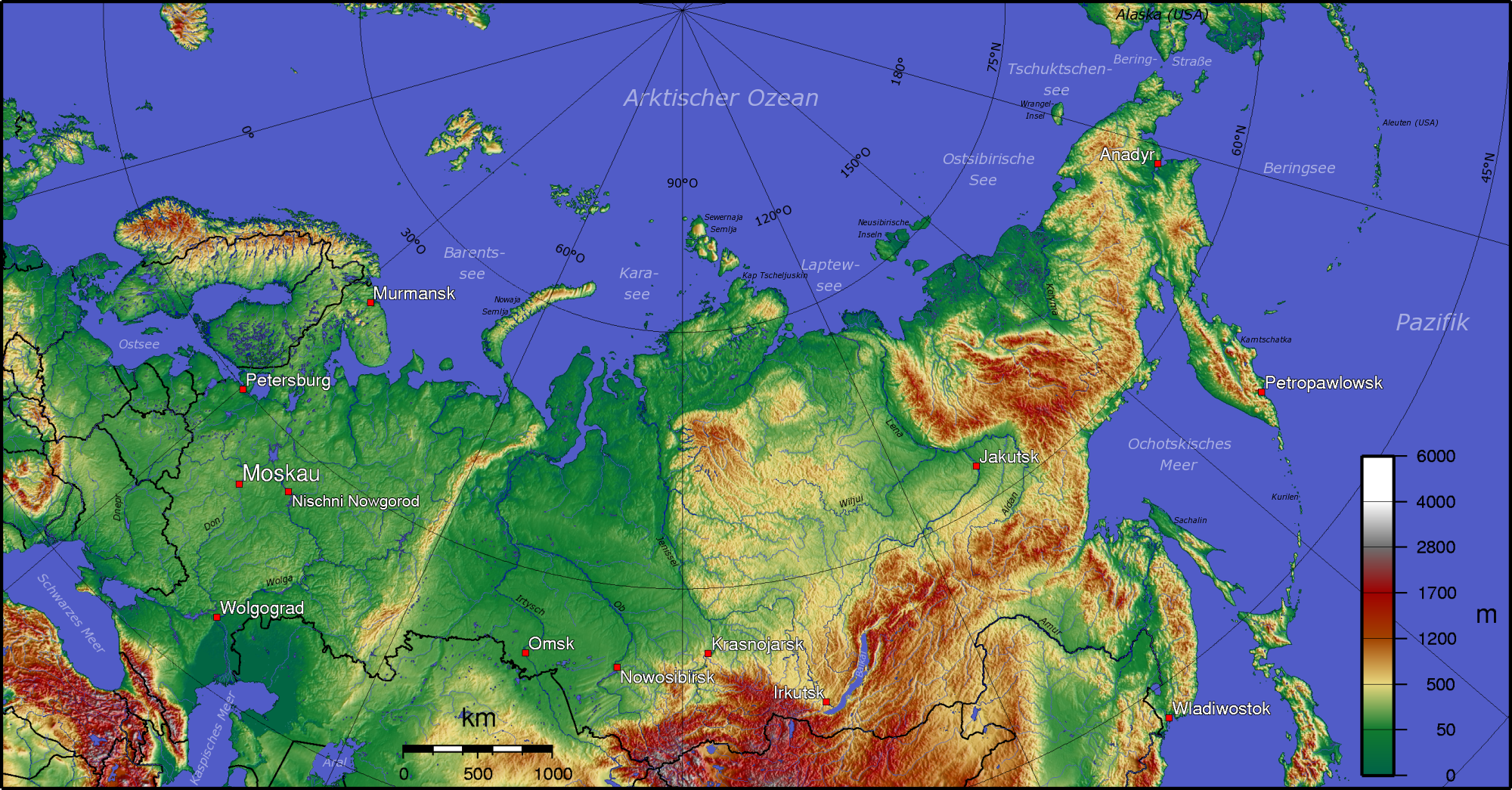
Carte topographique de la Russie

Les grandes régions de Russie (russe : Ландшафт России) sont huit zones géomorphologiques de la fédération de Russie présentant des reliefs caractéristiques. Sept d'entre elles sont à l'est de l'Oural.

## Géographie
- Le plateau de Sibérie centrale, une zone élevée entre les fleuves Ienisseï et Léna composée de divers plateaux (plateau de Poutorana, plateau d'Anabar (en), plateau de Viliouï (en) et plateau de Léna (en) entre autres) profondément découpé par des vallées fluviales. Superficie de 3 500 000 km²[2].
- La plaine centrale de Iakoutie (en), une plaine alluviale de la rivière Léna séparant le plateau de Sibérie centrale à l'ouest et les montagnes de Sibérie orientale à l'est. Superficie de 300 000 km²[3].
- La plaine d'Europe orientale, une zone qui comprend les plaines et les dépressions à l'ouest et au sud-ouest de l'Oural traversées par de nombreux grands fleuves, tels que la Volga, le Dniepr, le Don et la Petchora. Superficie d'environ 4 000 000 km²[2].
- La plaine de Sibérie orientale, une plaine alluviale, marécageuse et parsemée de milliers de lacs. La région comprend les plaines de Iana-Indigirka (en), Kolyma et Aby (en), ainsi que les îles de Nouvelle-Sibérie. Superficie d'environ 1 100 000 km²[4].
- Les montagnes de Sibérie orientale (en), une zone montagneuse située au nord-est de la Sibérie. Elle comprend deux grands systèmes montagneux, les monts de Verkhoïansk et les monts Chersky, ainsi que d'autres plus petits. À l'est, elle atteint le cap Dejnev dans le détroit de Béring. Superficie d'environ 2 000 000 km²[5].
- La plaine de Sibérie du nord (en), une plaine au relief relativement plat séparant les monts Byrranga de la péninsule de Taïmyr au nord du plateau sibérien central au sud. Superficie d'environ 400 000 km²[6].
- Les montagnes de Sibérie méridionale (en), s'étendant approximativement d'est en ouest dans les districts fédéraux de Sibérie et d'Extrême-Orient de la Russie, ainsi qu'en partie en Mongolie. Superficie d'environ 1 500 000 km²[5].
- La plaine de Sibérie occidentale, plaine alluviale entre l'Oural à l'ouest et le fleuve Ienisseï à l'est, au-delà de laquelle s'élève le plateau sibérien central. La plaine est délimitée par la côte de la mer de Kara au nord et par les contreforts des montagnes de l'Altaï au sud-est. L'extrémité sud s'étend au Kazakhstan. Superficie 2 600 000 km²[7].

### Paysages

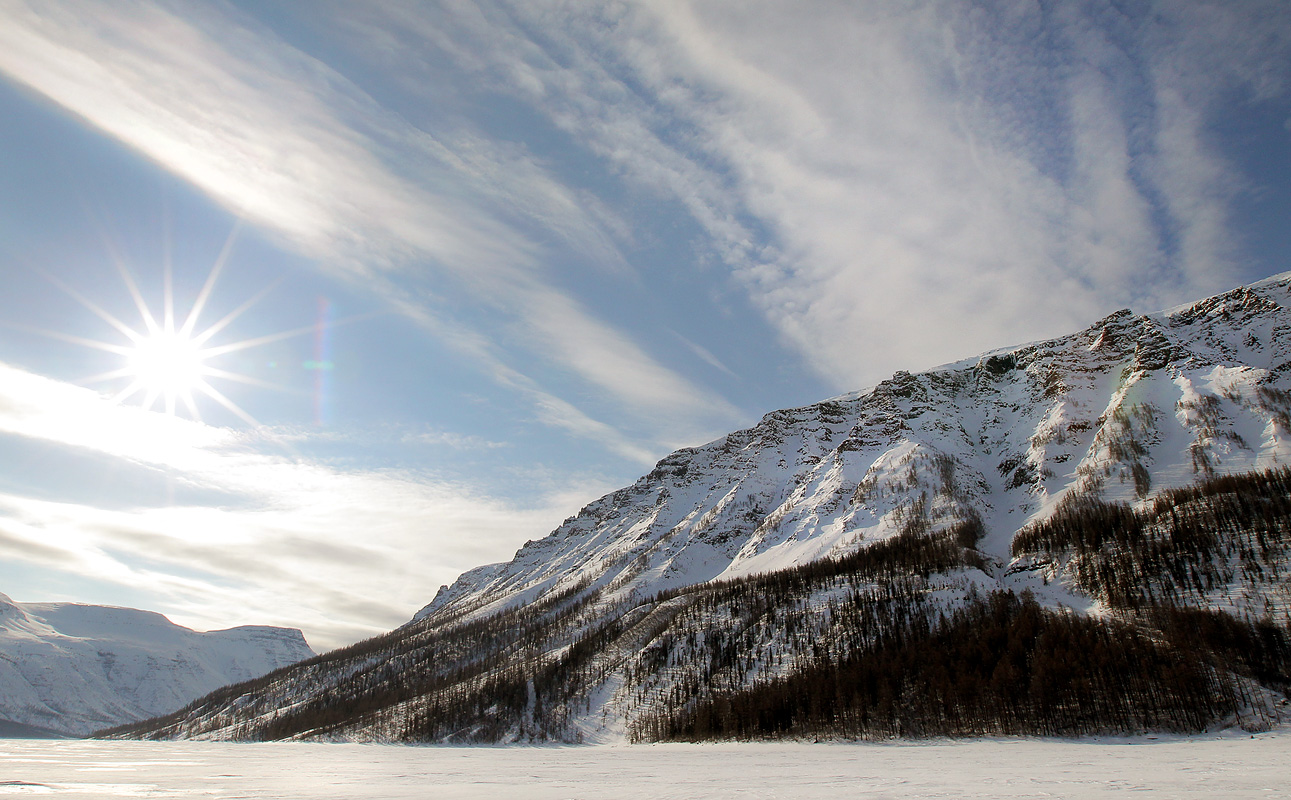
Plateau sibérien central, plateau de Poutorana
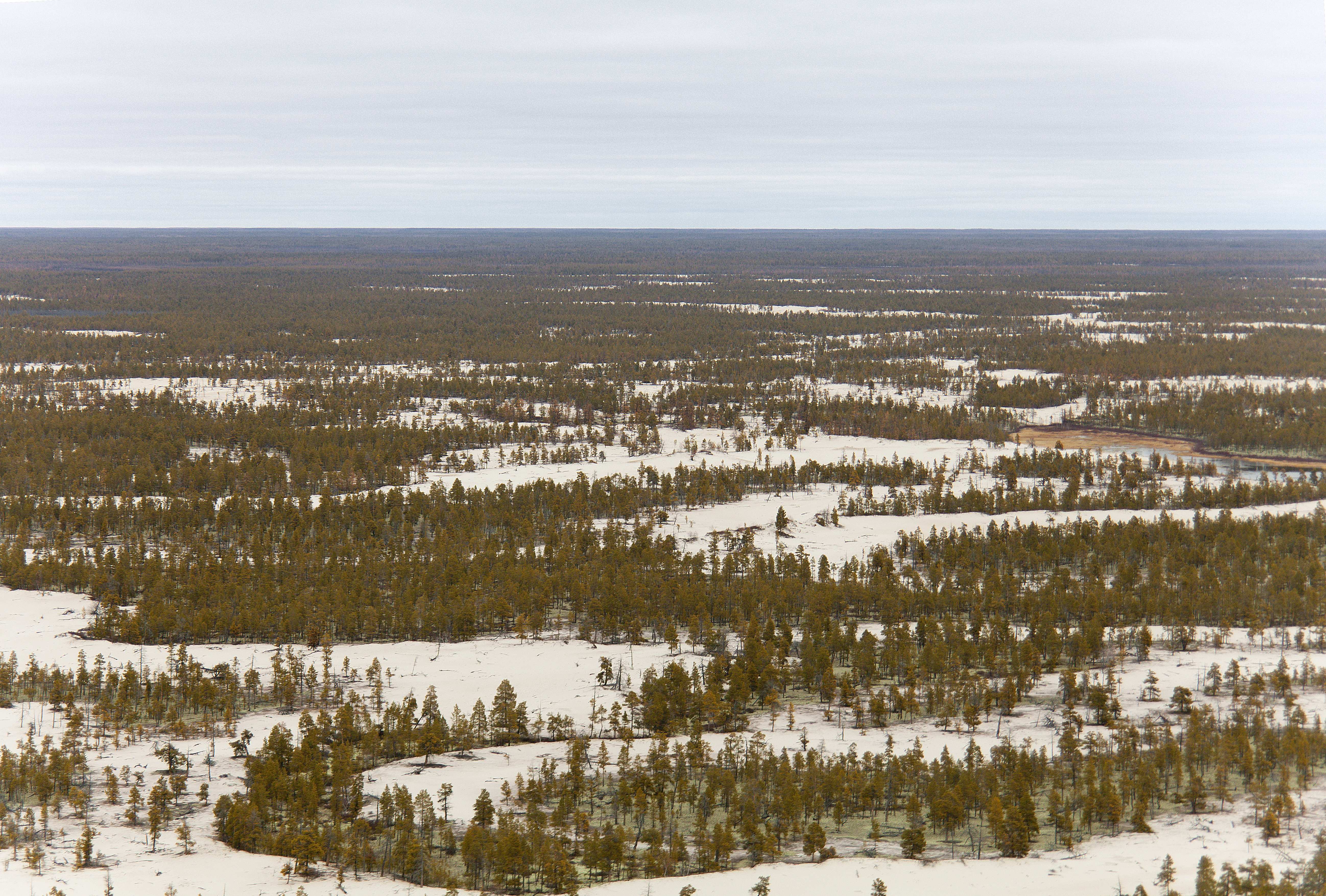
Plaine centrale de Iakoutie, région de Toukoulan (en) dans la taïga
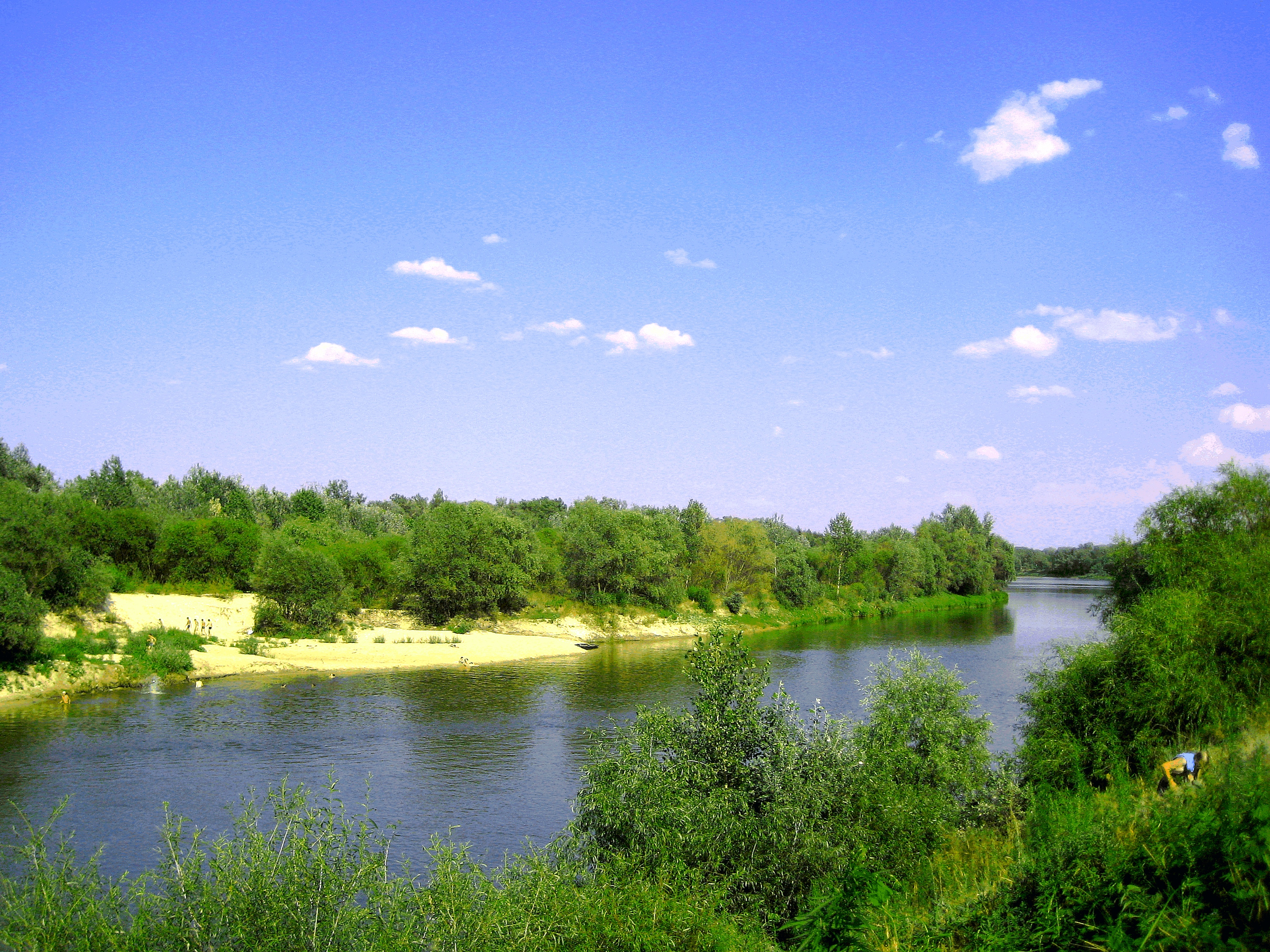
Plaine de l'Europe de l'Est, rivière Khoper près de Novokhopiorsk
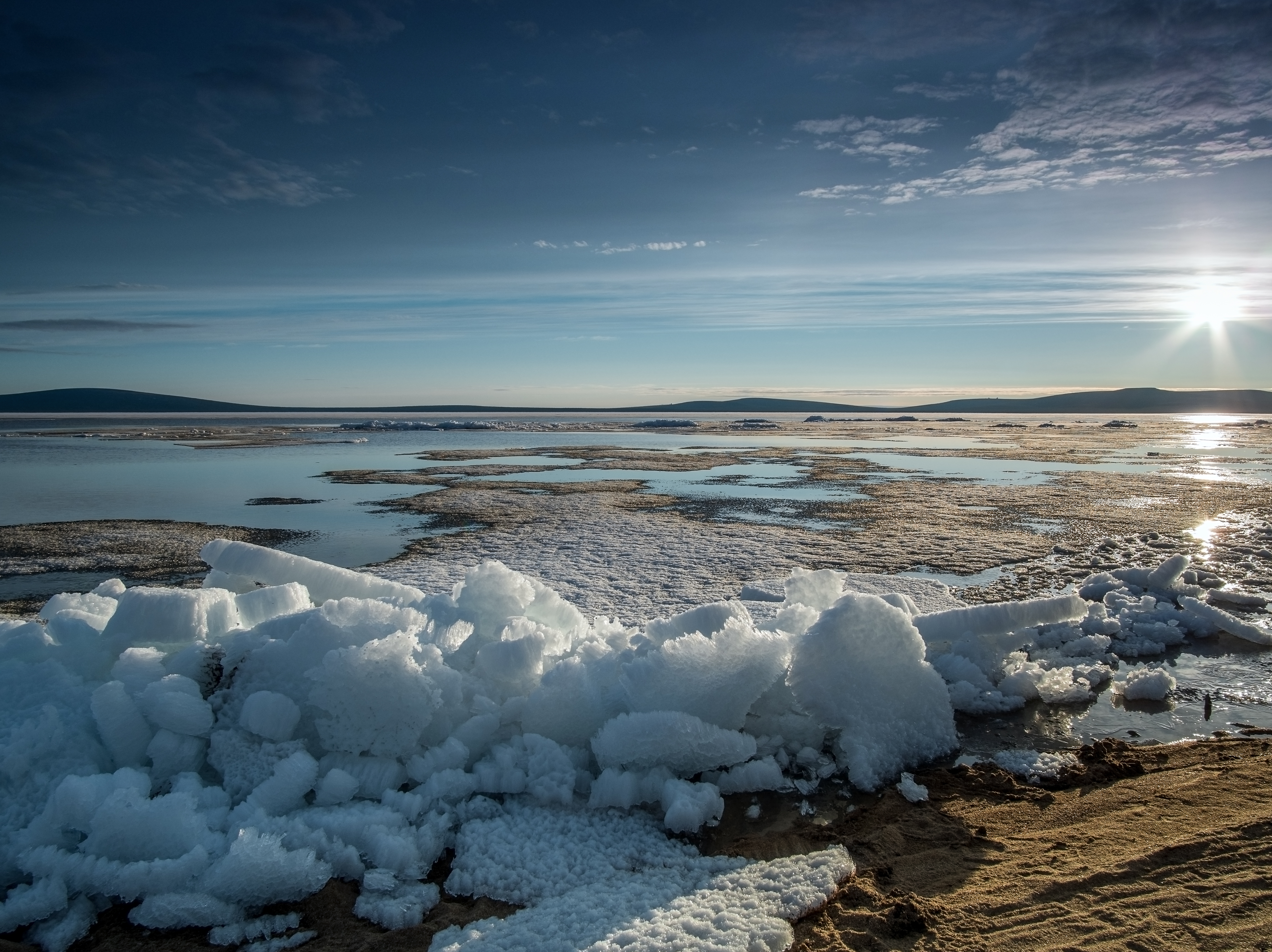
Basses terres de Sibérie orientale, lac Ojoguino
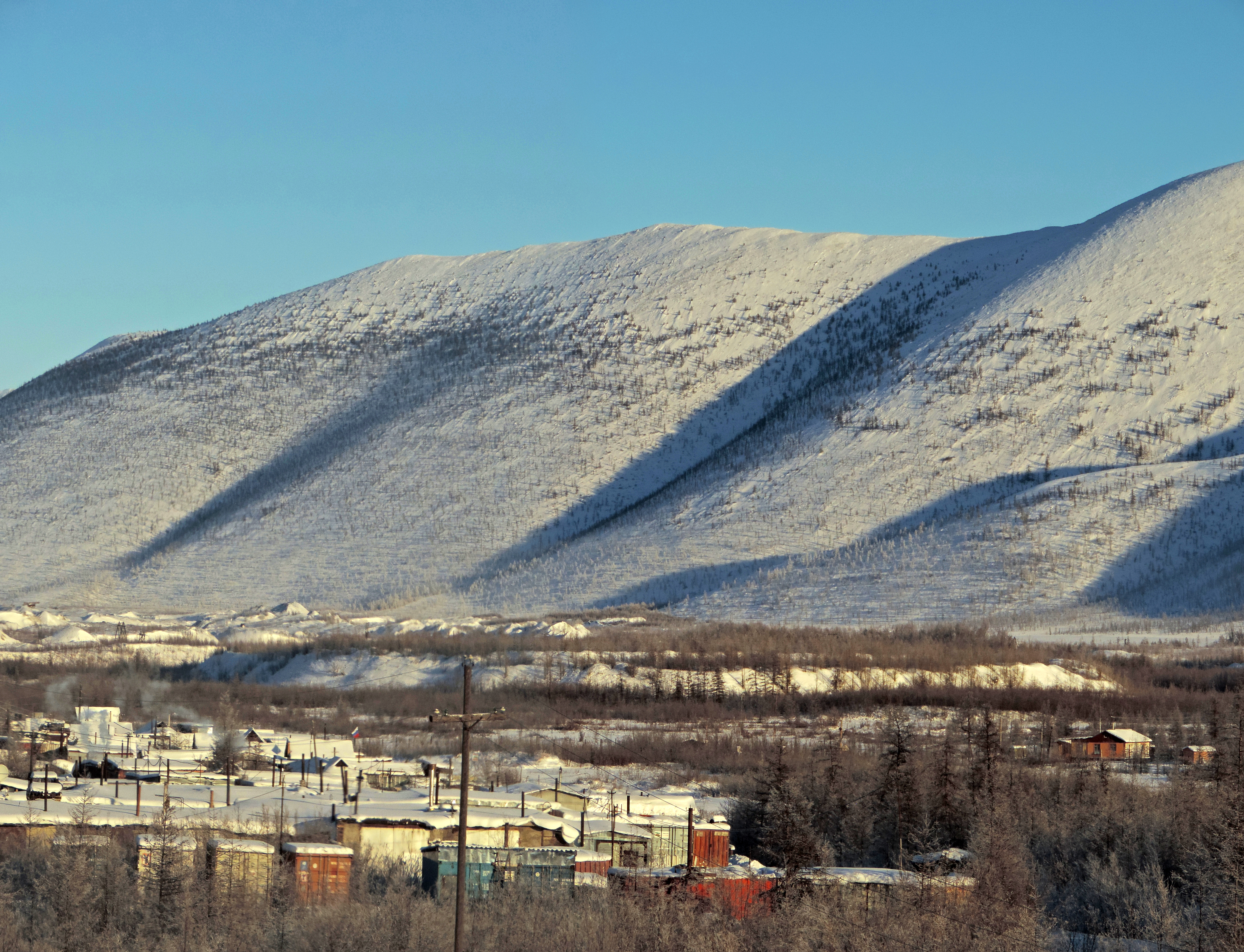
Montagnes de Sibérie orientale, vue sur Bilibino
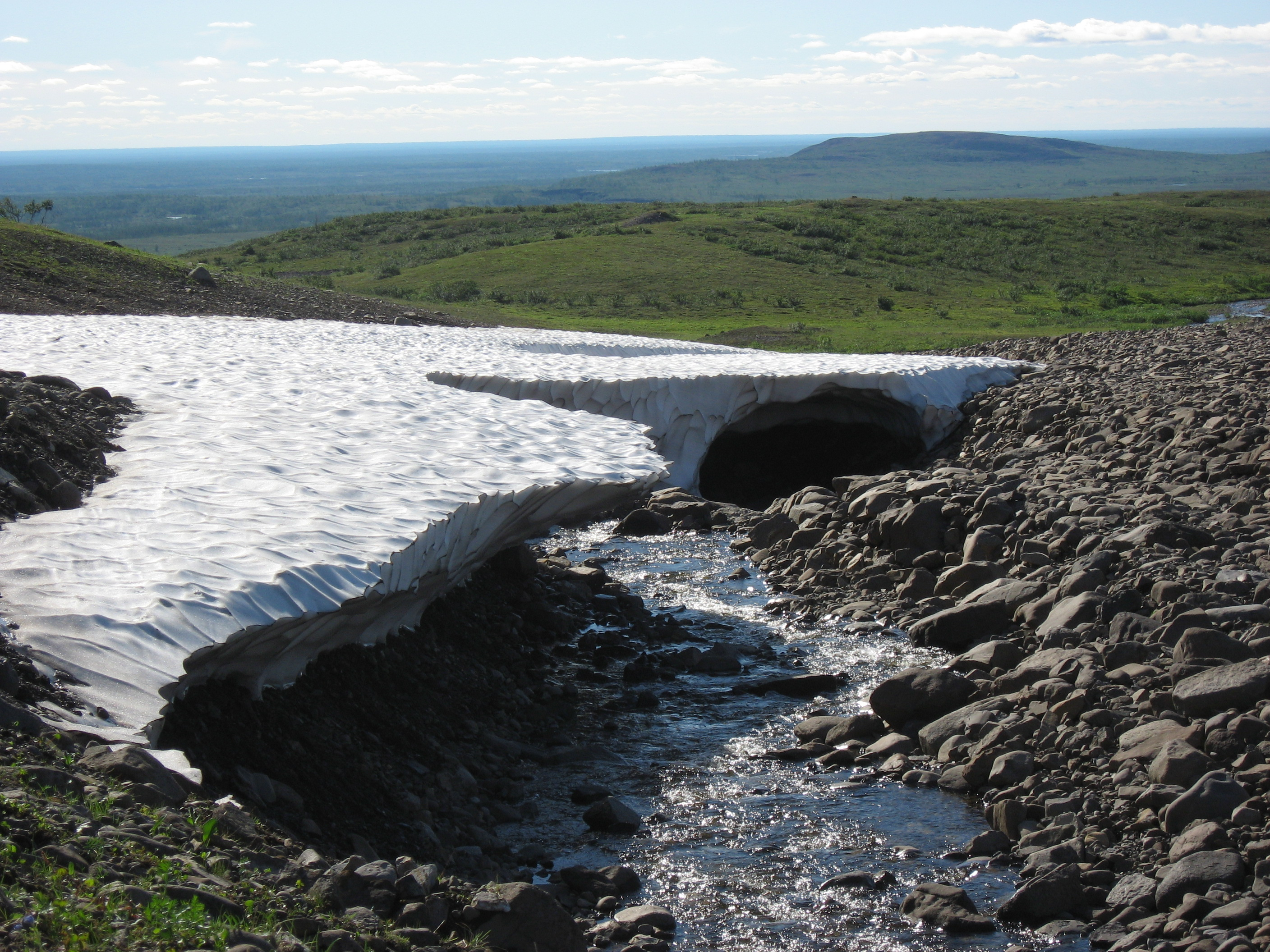
Basses terres de Sibérie du Nord, toundra et champ de neige dans le raïon dolgano-nénètse de Tamïmyr
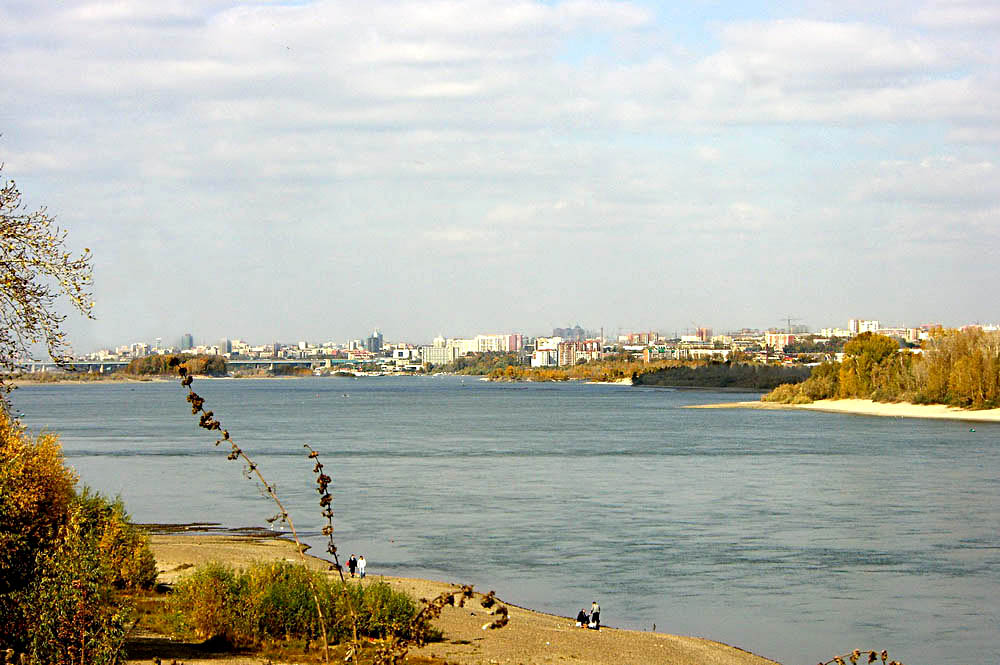
Plaine de Sibérie occidentale, l'Ob de Novossibirsk
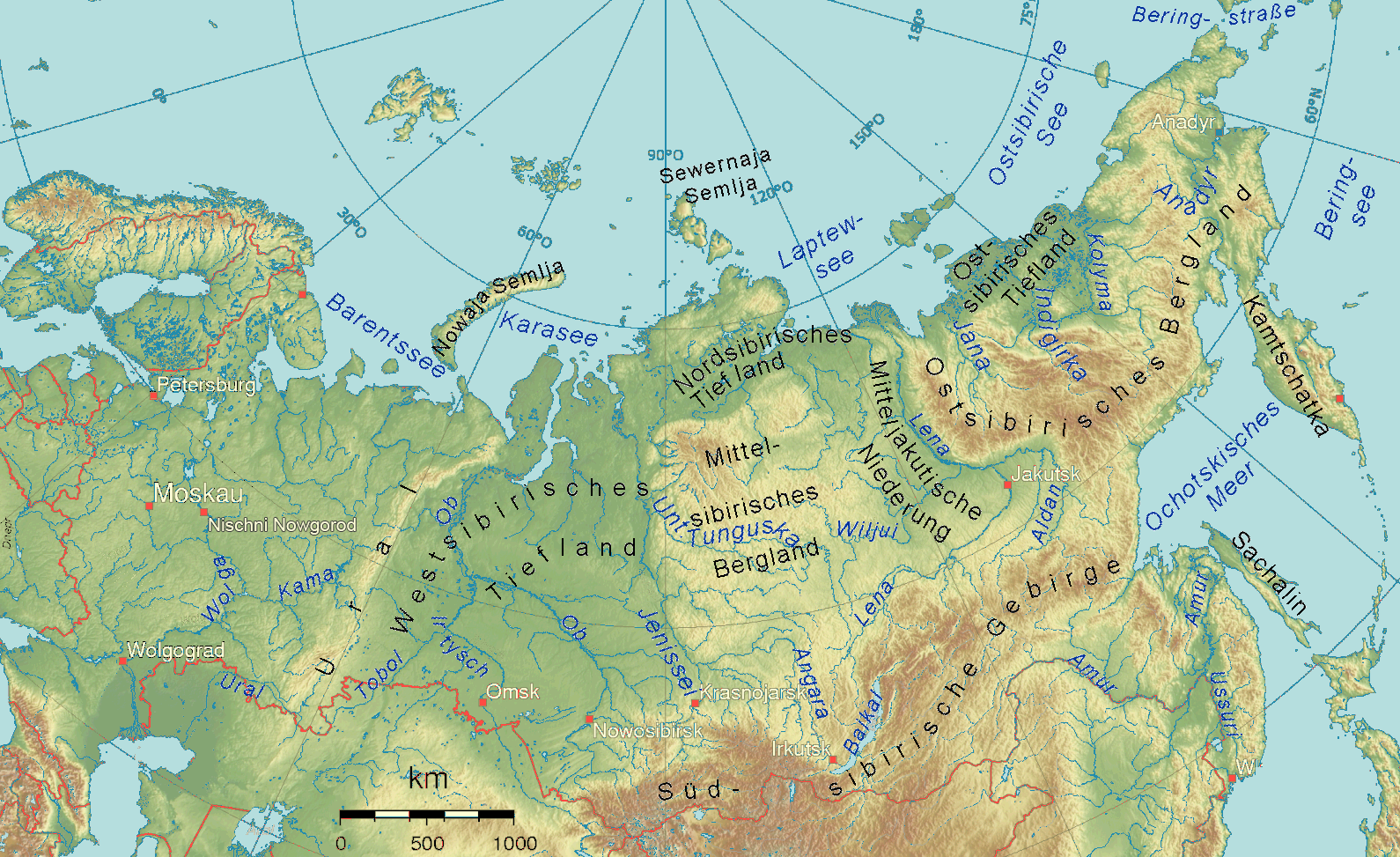
Carte nommant les sept régions géomorphologiques de la fédération de Russie situées à l'est de l'Oural (en allemand)